# Jurij Szmidt
Jurij Szmidt (ur. 10 maja 1937 w Leningradzie, zm. 12 stycznia 2013 w Petersburgu) – rosyjski adwokat.

## Kariera
Był obrońcą w wielu procesach. Bronił Michaiła Chodorkowskiego, Płatona Lebiediewa. W 1991 roku Jurij Szmidt założył Rosyjski Komitet Adwokatów w Obronie Praw Człowieka. W 1996 roku został uznany za prawnika roku w Rosji, a rok później został uhonorowany najwyższą nagrodą prawniczą Temidą. Zmarł 12 stycznia 2013 roku po ciężkiej chorobie.